# Paridad del cero

Cero objetos, divididos en dos grupos iguales.

El 0 es par. En otras palabras, la «paridad» —es decir la cualidad de un número entero de ser par o impar— que le corresponde al número cero es la de un número par. El cero cumple con la definición de número par: es un entero múltiplo del dos, 0 = 0 × 2. Como resultado, el cero comparte todas las propiedades que caracterizan a los números pares: 0 es divisible exactamente por 2; 0 está entre dos números impares; 0 es la resta de un entero a sí mismo; un conjunto con 0 objetos puede separarse en dos conjuntos iguales.
Puesto que las definiciones de número par varían, otro acercamiento consiste en considerar la manera en que el cero sigue los mismos patrones que los demás números pares. Las reglas aritméticas de paridad, como por ejemplo par − par = par, requieren que 0 sea par. El cero es el elemento neutro del grupo de los enteros pares, y es el punto de partida para definir los subsiguientes números naturales generados recursivamente. Las aplicaciones de esta recursión, que van desde la teoría de grafos hasta la geometría computacional, dan por sentado que el cero es par. 
Entre el público en general, la paridad del cero puede ser fuente de confusión. En experimentos de «tiempo de reacción», la mayoría de la gente tarda más en clasificar al 0 como par que al 2, 4, 6 u 8.

## Por qué el cero es par
Es fácil probar directamente que el cero es un número par. 
- Un número se dice que es par si es un múltiplo entero del 2. Entonces, por definición, el cero es par: {\displaystyle 2\times 0=0\ }.[1]

Esta demostración comienza con una definición estándar de "número par". También es posible explicar por qué el cero es par sin hacer mención a definiciones formales. Las explicaciones siguientes deben ser comprendidas en términos fundamentales de conceptos de números.

### Fundamentos

La caja con 0 elementos no tiene objetos sin pareja (en rojo).

El conteo básico utiliza números. Dado un conjunto de elementos, es común utilizar números para describir cuántos objetos hay en el conjunto. Cero es la cuenta de ningún objeto; en términos más precisos, es el número de objetos que hay en el conjunto vacío. El concepto de paridad es utilizado al formar grupos de dos objetos: si los objetos de un conjunto pueden agruparse de a dos, sin dejar ninguno sin pareja, entonces el número de objetos del conjunto es par; si un objeto queda aislado, entonces el número de objetos del conjunto es non.
El conjunto vacío contiene cero grupos de dos, y ningún objeto queda aislado con este agrupamiento. No es evidente sin embargo visualizar cero elementos de dos, o poner atención en la no-existencia del objeto aislado; esta concepción de la paridad del cero puede ser ilustrada al comparar al conjunto vacío con otros conjuntos, como en el diagrama de la derecha.
La recta numérica provee una visualización más uniforme de los números, incluyendo los números positivos, los números negativos y al cero. Cuando los pares y los nones se destacan visualmente, el patrón se vuelve evidente:

Números enteros del -4 al 10; los pares son círculos abiertos; los impares círculos cerrados.

Los pares y nones se alternan. Comenzando en cualquier número par, contar hacia arriba o hacia abajo de dos en dos lleva a otro número par, y no hay ninguna razón para excluir al cero.
La paridad puede establecerse más formalmente con ayuda de expresiones aritméticas. Todo entero es o bien de la forma (2 × ▢) + 0 o bien (2 × ▢) + 1; los primeros números son pares, los siguientes nones. Por ejemplo, 1 es non puesto que 1 = (2 × 0) + 1, y 0 es par dado que 0 = (2 × 0) + 0. Una tabla con estos valores refuerza la idea expresada en la recta numérica.

## Paridad
La definición precisa de un término matemático, tal como «par significa entero múltiplo de dos» es, en última instancia, una convención. Algunos términos o definiciones matemáticas se construyen explícitamente para excluir casos triviales o degenerados. Los números primos constituyen un conocido ejemplo; la definición de "número primo" ha variado históricamente de "entero positivo con a lo sumo 2 factores" a "entero positivo con exactamente 2 factores", con el notable efecto de que el 1 ya no se puede considerar primo. La mayoría de los autores hacen notar que esta definición conviene mejor a los teoremas matemáticos que conciernen números primos. Por ejemplo, el teorema fundamental de la aritmética es más cómodo de enunciar si el 1 no se considera primo.
De modo análogo, sería posible redefinir el término «par» de modo que no incluyera al cero. Sin embargo, en este caso, la nueva definición haría más difícil establecer teoremas concernientes a los números pares. Los efectos pueden notarse, por ejemplo, en las leyes que gobiernan la aritmética de los números enteros pares e impares:
- par ± par = par
- non ± non = par
- par × entero = par.

Al hacer una excepción con el cero en la definición, estas reglas serían incorrectas y tendrían que ser cuando menos modificadas. Por otra parte, respetar las leyes obedecidas por los números pares positivos, y requerir que sigan siendo válidas para todos los enteros, fuerza la definición usual y la consecutiva paridad del cero.